# 旷世臣
旷世臣，生卒年不詳，籍贯江西省吉水人，宋朝政治人物，進士出身。

## 簡歷
旷世臣，南宋江西省吉水人，南宋绍兴年间，参加殿试，登进士科，金榜题名。按《万姓统谱》记载：旷世臣，江西省吉水人，绍兴年间中进士及第。